# Janna Levinová
Janna J. Levinová (* 1967) je americká teoretická kosmoložka, popularizátorka vědy, spisovatelka a docentka fyziky a astronomie na newyorské Barnardově koleji Kolumbijské univerzity.
Odborně se zaměřuje na výzkum raného vesmíru, teorii chaosu a černé díry. Věnuje se především topologii vesmíru, dilematu jeho konečnosti či nekonečnosti, kosmologickým aspektům teorie strun a více dimenzí, stejně jako gravitačním vlnám v modelu prostoročasu. Působí také jako ředitelka pro vědu v brooklynském středisku umění a inovace Pioneer Works.

## Vzdělání a výzkum
V roce 1988 ukončila bakalářský program astronomie a fyziky na Barnardově koleji se zaměřením na filosofii (B.A.). O pět let později získala doktorát z postgraduálního studia teoretické fyziky na Massachusettském technologickém institutu (Ph.D.).
Výzkumné projekty vedla v Centru částicové astrofyziky na Kalifornské univerzitě v Berkeley a také v oddělení aplikované matematiky a teoretické fyziky Cambridgeské univerzity. V roce 2004 nastoupila na oddělení fyziky a astronomie Barnardovy koleje Kolumbijské univerzity.

## Publikační a přednášková činnost
V roce 2006 vydala román A Madman Dreams of Turing Machines (česky doslovně: Šílenec sní o Turingových strojích), v němž beletrizovala životy a úmrtí matematiků Kurta Gödela a Alana Turinga, kteří se nikdy nepotkali. K napsání ji dovedlo pátrání po hranicích vědění. Americký PEN Klub ji za knihu v roce 2007 udělil Cenu Roberta W. Binghama a obdržela také Cenu Mary Shelleyové.
Esejemi doprovodila umělecké výstavy v anglických galeriích, jakými jsou malířská akademie Ruskin School of Drawing and Fine Art nebo Hayward Gallery.
Na konferenci TED.com přednesla 1. března 2011 příspěvek nazvaný „The sound the universe makes“ (Zvuk, který vydává vesmír). V roce 2012 se stala příjemkyní Guggenheimova stipendia.
Výbor z díla
- Jak vesmír přišel ke svým skvrnám. Deník o konečném čase a prostoru. (Argo, 2003, z orig. How the Universe Got Its Spots: Diary of a Finite Time in a Finite Space. ISBN 80-7203-504-5)
- A Madman Dreams of Turing Machines (2006)
- Vesmírné blues: Černé díry, gravitační vlny a historie epochálního objevu (Paseka, 2016, z orig. Black Hole Blues and Other Songs from Outer Space; o historii LIGO a detekci gravitačních vln v roce 2015, ISBN 978-80-7432-746-9)[8][9]

## Soukromý život
Janna Levinová má dvě děti, syna (nar. 2004) a dceru (nar. 2007). Její partner Waren je hudebník. Na střední škole se matematice ani fyzice nevěnovala a oficiálně školu neukončila. Příčinou se před jejími sedmnáctými narozeninami stala dopravní nehoda. Vozidlo, v němž cestovala, narazilo do mostu a následně se zřítilo do kanálu. V nemocnici pak strávila období konce školy. Přesto byla přijata na Barnardovu kolej.